# الکساندراوکا، بخش گروجس
الکساندراوکا، بخش گروجس (به لاتین: Aleksandrówka, Grójec County) یک منطقهٔ مسکونی در لهستان است که در Gmina Belsk Duży واقع شده‌است.